# Référendum constitutionnel algérien de 1976
Le référendum algérien de novembre 1976 est convoqué pour adopter une nouvelle Constitution, la deuxième depuis l'indépendance du pays en 1962.
Le référendum est prévu et organisé par deux ordonnances du 14 novembre 1976 publiées au Journal officiel de la République algérienne démocratique et populaire (JORADP) du 14 novembre 1963. 
Le scrutin a lieu le vendredi 19 novembre. 
La commission électorale nationale se réunit le 21 novembre 1976 pour proclamer les résultats. 
Ceux-ci sont publiés dans le Journal officiel du 24 novembre, avant le texte de la Constitution ainsi adoptée.  
Inscrits : 8 076 834 

Votants : 7 504 696 

Exprimés : 7 479 689 

OUI : 7 407 626 

NON : 67 683 

Dans un pays dominé par le régime de parti unique du Front de libération nationale, le référendum obtient un score de OUI extrêmement élevé, comparable à ceux des précédents référendums organisés de juillet 1962 à juin 1976. 